# 東方三博士の礼拝 (ルーベンス、プラド美術館)
『東方三博士の礼拝』（とうほうさんはかせのれいはい、蘭: De aanbidding der koningen、西: La Adoración de los Magos、英: The Adoration of the Magi）は、バロック期のフランドルの画家ピーテル・パウル・ルーベンスが1609年に制作した絵画である。油彩。主題は『新約聖書』「マタイによる福音書」2章で語られているイエス・キリストが誕生した際のエピソード、東方三博士の礼拝から取られている。ルーベンスの初期の作品であり、1609年にスペインとネーデルラント諸州との間で結ばれた八十年戦争の停戦協定を調印する際に、調印の場となったアントウェルペンの市庁舎を装飾するため同市より発注された。絵画はのちにスペインに渡り、1628年から1629年にかけてルーベンスが2度目のスペイン訪問中に大規模な手直しを行っている。現在はマドリードのプラド美術館に所蔵されている。またフローニンゲン美術館に本作品の油彩による全体の準備習作が所蔵されているほか、多くの異なるバージョンが知られている。

## 主題
「マタイによる福音書」2章によると、ベツレヘムでイエス・キリストが生まれたとき、空に偉大な王が生まれたことを知らせる星が現れた。はるか東の地でその星を見た3人の博士たちは王の誕生を祝福するべくエルサレムを訪れ、ヘロデ王にユダヤ人の王として生まれた赤子がどこにいるのかと尋ねた。不安を感じたヘロデ王は司祭長や学者たちを集めてメシアがどこに生まれるのかを問い質した。すると彼らは「ベツレヘムに生まれる」と答えた。そこでヘロデ王は博士たちに「探している子供を見つけたら知らせてほしい」と言ってベツレヘムに送り出した。博士たちが出発すると、以前見た星が現れて先導し、イエスがいる家の場所で止まった。博士たちが家に入ると聖母マリアと幼いイエスを発見した。彼らはイエスを礼拝し、黄金、乳香、没薬を捧げたのち、夢のお告げに従ってヘロデ王に会わずに帰国した。

## 制作経緯

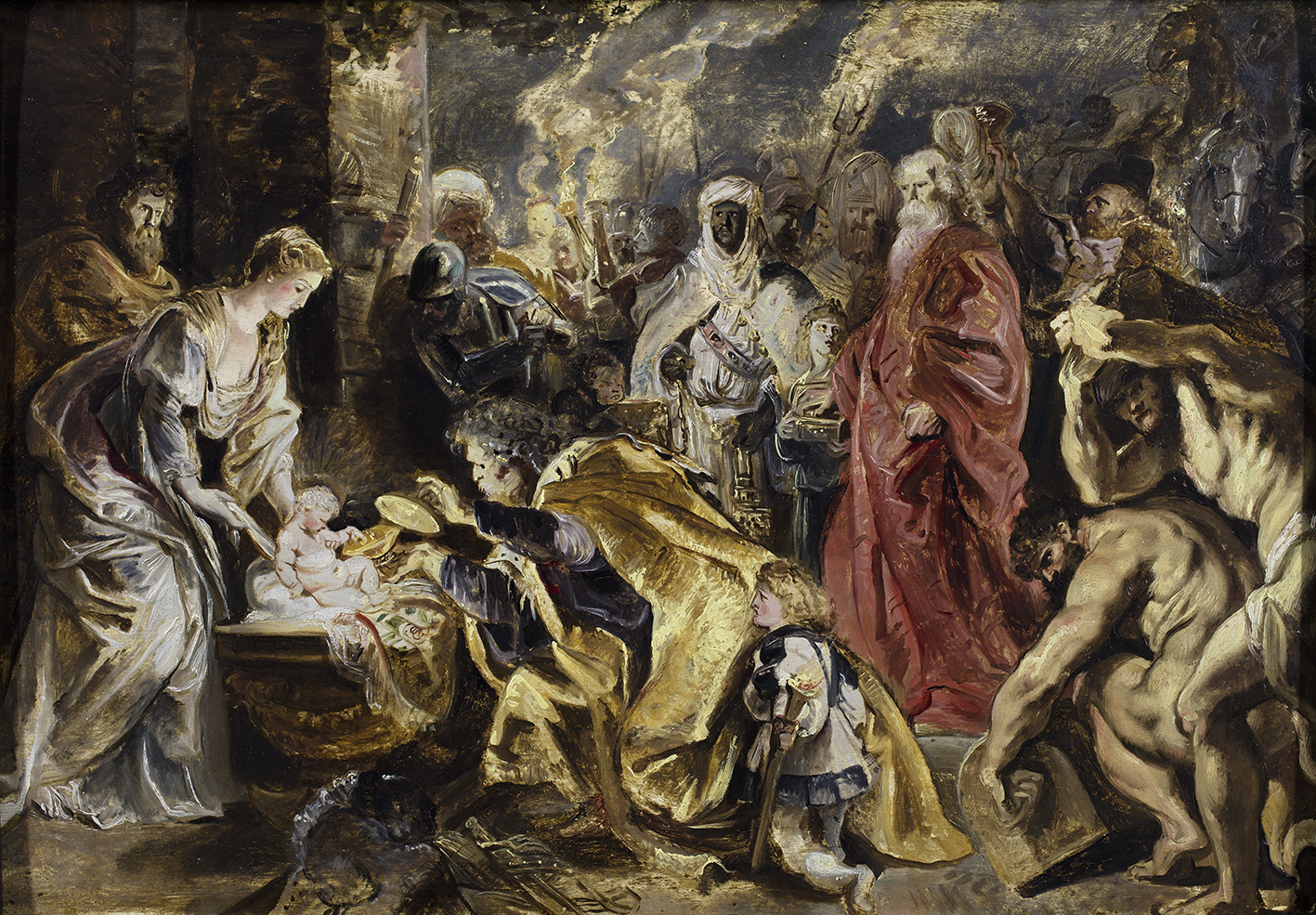
本作品の油彩による全体習作。フローニンゲン美術館所蔵。

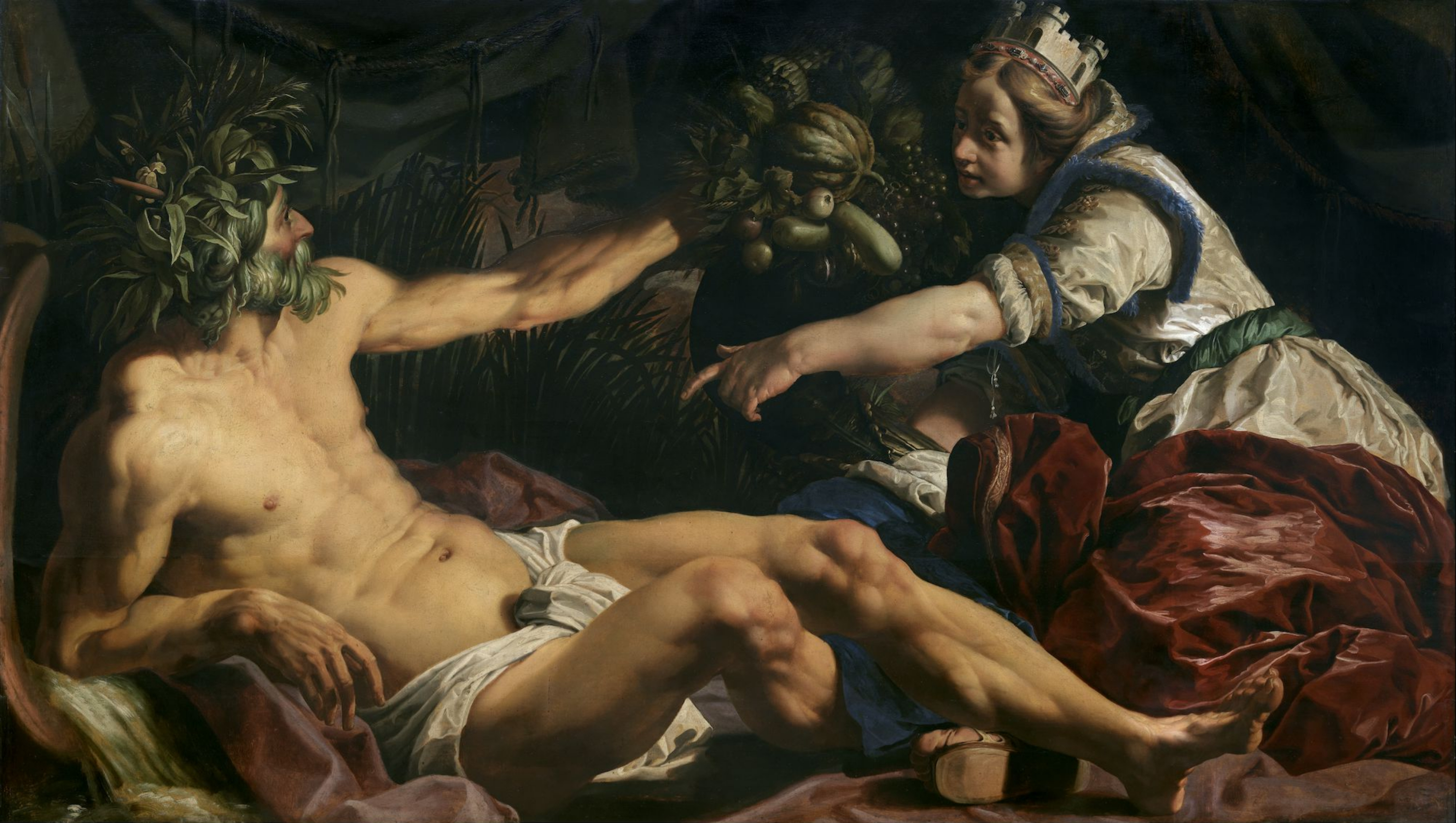
アブラハム・ヤンセンスの寓意画『スカルディスとアントウェルピア』。1609年。アントワープ王立美術館所蔵。

この作品はルーベンスがイタリア時代最後の1608年頃にアントウェルペン市から市庁舎のホールを飾るために依頼されたものである。当時、ネーデルラント諸州は1568年から40年もの長きにわたってスペインと戦争をしていた。オランダ独立戦争とも呼ばれるこの戦争は最終的に1648年まで続くことになるが、その一方で両勢力は1606年から秘密裏に講和の道を模索していた。しかし結局は講和するには至らず、12年間の停戦期間を挟むことになる。この停戦協定が正式に調印されたのは1609年のことであり、アントウェルペンはその調印が行われる市庁舎のホールの室内装飾計画の一環として、画家としての地位を確立しつつあったルーベンスに本作品を、またアブラハム・ヤンセンスにスヘルデ川とアントウェルペン市の寓意画『スカルディスとアントウェルピア』（Scaldis en Antverpia）を発注した。

## 作品
ルーベンスとヤンセンスのいずれの作品も、条約調印によってアントウェルペンにもたらされるであろう外交上の成果としての平和と繁栄が表現されている。とりわけこの点はヤンセンスの作品に明確であり、アントウェルペンの擬人化である女性像はスヘルデ川の擬人像がもたらした大地の豊潤な恵みを受け取っている。この図像はアントウェルペンの繁栄が当時封鎖されていた交易路としてのスヘルデ川によってもたらされたことを反映している。これに対してルーベンスは政治的背景の強い作品に対して宗教的主題が選択されている。

### 構図

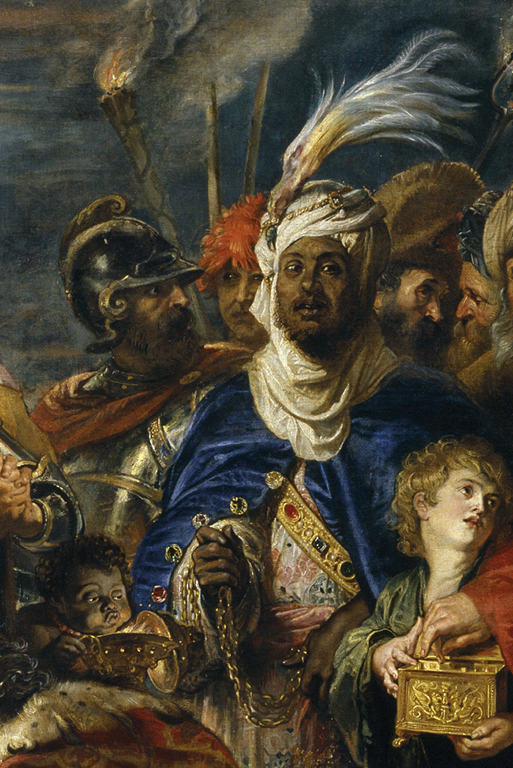
バルタザール。

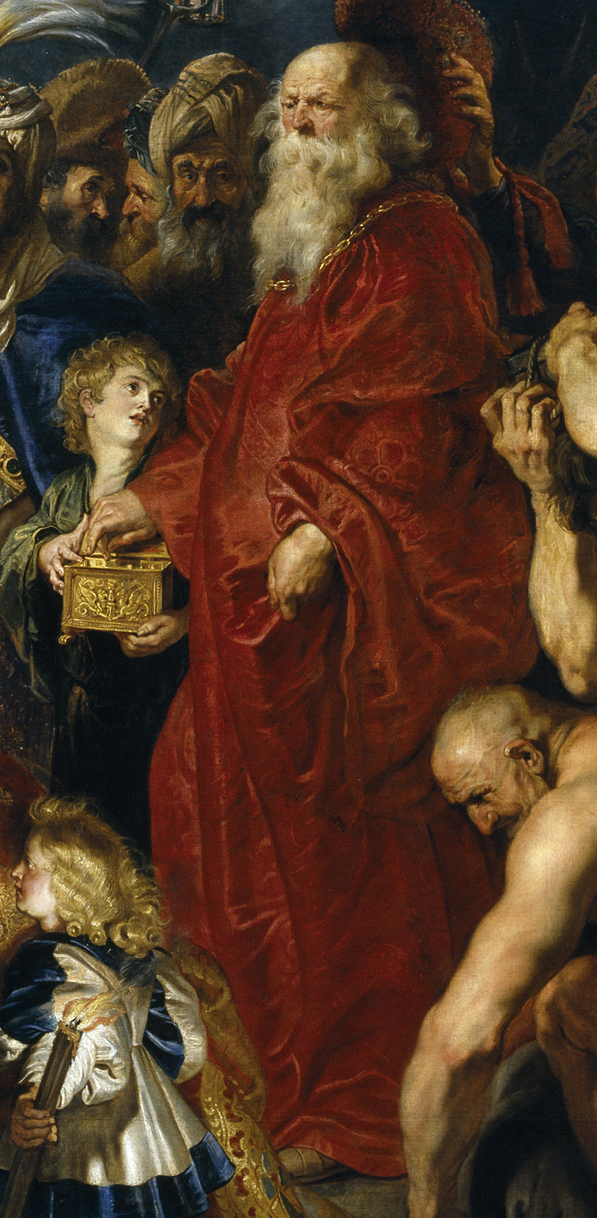
メルキオール。

ルーベンスは三博士が幼児のイエスに贈物を献上する瞬間を描いている。聖母マリアは聖ヨセフに付添われながら、ひざまずいた三博士の1人カスパールに幼児のイエス・キリストを対面させている。幼児キリストは藁の束で満たされた飼葉桶の上に布を敷き、その上にわが子を座らせている。一般的に幼児キリストの前でひざまずいた姿で描かれるのは最年長者のメルキオールであるが、ルーベンスはその位置をカスパールに与えている。カスパールは灰色がかった巻き毛を持ち、金糸で贅沢に刺繍された赤いマントをまとっている。彼は幼児キリストに金製の容器を差し出して、その蓋を開いており、キリストは容器の中に小さな手を伸ばして遊んでいるように見える。カスパールの背後では、色彩豊かな衣装をまとい、左手に松明を持った少年が彼のマントを持ち上げている。他の2人の三博士のメルキオールと最年少のバルタザールもまた少年に付き添われながらカスパールの背後に立っている。バルタザールは慣例通りに若い黒人として描かれている。バルタザールは青いマントをまとい、宝石をふんだんに用いた宝飾品を身に着け、頭に大きな羽飾りのついた白いターバンを巻いている。メルキオールは白髪と豊かな白いひげを蓄え、真紅のローブをまとった姿で描かれている。ルーベンスは『新約聖書』の物語を夜の情景として描いている。三博士の背後には彼らに従う大勢の従者がおり、そのうちの何人かは松明を掲げ、夜闇を明るく照らしているが、画面の中で最も明るい輝きを放っているのはそれらの松明ではなく、幼児キリストの輝きである。さらに彼らの後方には幼児キリストへの捧げものを運び込む逞しい人夫や、彼らの旅を助けたラクダや馬の姿も見える。画面中央のメルキオールの上空には2人の天使が宙を舞っている。
ルーベンスは、画面右上隅から幼児キリストへと収束する対角線に沿って、多数の登場人物を巧みに配置している。この対角線に沿って松明の炎は燃え上がり、煙は空へと昇っていく。また構図の焦点として配置された幼児キリストの発する輝きは登場人物たちを照らしている。この動きとダイナミズムに満ちた構図により、ルーベンスは壮大さの感覚を作り出している。

### その後の拡張
現在の作品は当初制作されたものが大きく拡張されたものである。これはフローニンゲン美術館に所蔵されている油彩による準備習作から明らかである。この変更はルーベンスがスペインを訪問していた1628年から1629年の間に行われた。フローニンゲン美術館の準備習作から、ルーベンスの当初の構想がいかなるものであったかを知ることができる。たとえば構図はもともと古代の帯状装飾を思わせるもっと水平的なものだった。そしてイタリアで学んだと思われるミケランジェロ・ブオナローティやミケランジェロ・メリージ・ダ・カラヴァッジョを思わせるたくましい人夫を画面の前景に配置していた。その後、ルーベンスは画面右と画面上に新たにキャンバスを追加して構図を拡張した。フローニンゲン美術館の準備習作はこの点を明瞭に示しており、画面左端の聖家族から人夫たちまでがもともとの構図で、画面右端の馬や従者たちが新たに追加された要素であることが分かる。この新たな追加要素の中にルーベンスは自身の肖像画を描き込んでいるほか、ラファエロ・サンツィオの壁画『ボルゴの火災』（Incendio di Borgo）に触発されて、ラクダが背負っている荷物を下ろそうとする人夫を描いている。高さも現在より低く、飛翔する天使たちの姿も見られない。また当初の構図では画面の中央に配置されていたのは豊かな宝飾品を身に着けていたバルタザールであり、当時としては非常に例外的な配置として注目に値する。一方、画面の右側に拡張された現在の構図では、中央の位置を占めるのはメルキオールとなっている。ルーベンスはこれらの構図的な拡張に加えて、当時ティツィアーノ・ヴェチェッリオの影響を受けて使っていた様式で塗り直した。

## 来歴
完成した絵画はアントウェルペン市庁舎のホールに、アブラハム・ヤンセンスの寓意画『スカルディスとアントウェルピア』と向かい合う形で設置された。絵画は1612年、初代レルマ公爵フランシスコ・デ・サンドバル・イ・ロハスの腹心であるオリバ伯爵ロドリゴ・カルデロンがスペイン国王フェリペ3世の大使としてアントウェルペンを訪れた際、同市はレルマ公爵とフェリペ3世との親密な関係を構築するためカルデロンに絵画を贈与した。翌年、カルデロンは絵画をスペインに移したが、1614年のフランシスコ・デ・フアレス（Francisco de Juaras）殺害に関与したとして1621年に失脚すると、その2年後の1623年にフェリペ4世の手に渡り、マドリードのアルカサル王宮の1階に飾った。後にルーベンスは2度目にスペインを訪問した1628年から1629年に絵画を大幅に手直しした。1734年12月24日の王宮が全焼した火災を生き延びたのちは新王宮に移され、いくつかの部屋で飾られた。その後、フェルナンド7世の死後の1834年に、プラド美術館の前身である王立絵画彫刻美術館（Real Museo de Pinturas y Esculturas）に所蔵された。
油彩習作は20世紀に入ってロンドンの美術商アッシャー・ケーツァー・アンド・ウェルカー（Asscher Koetser & Welker） に所有されたことが知られている。油彩習作は1924年にクリスティーズで競売にかけられ、美術史家コルネリス・ホフステーデ・デ・フロートによって購入されたのち、同年7月21日にフローニンゲン美術館に寄贈された。

## 別バージョン
ルーベンスは東方三博士の礼拝の主題で多くの作品を制作したことが知られており、リヨン美術館や聖ヨハネ教会、オークランド美術館、アントワープ王立美術館、ルーヴル美術館、ウォレス・コレクション、キングス・カレッジ・チャペル、個人コレクションに異なるバージョンが所蔵されている。

## ギャラリー

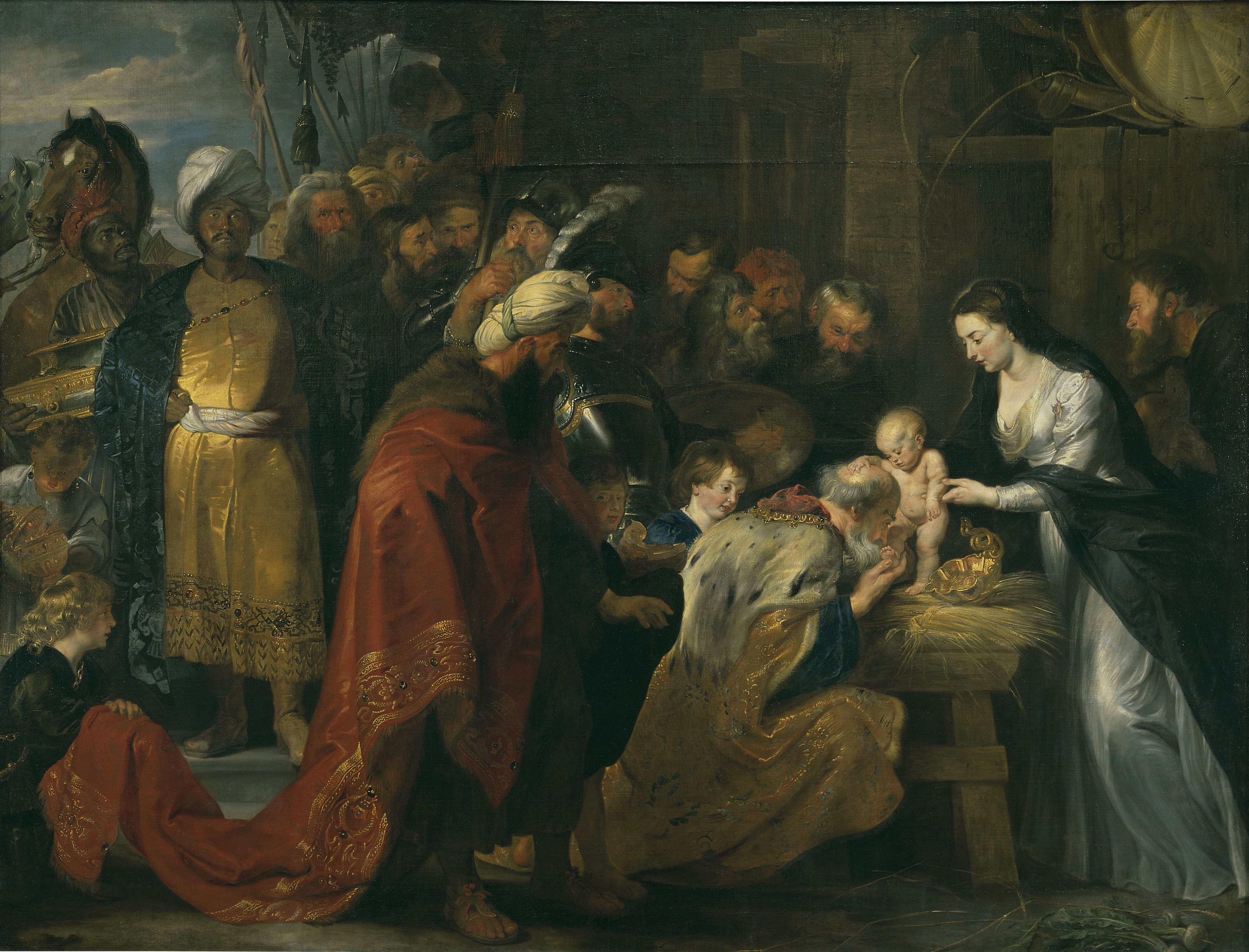
『東方三博士の礼拝』1618年から1619年の間 リヨン美術館所蔵
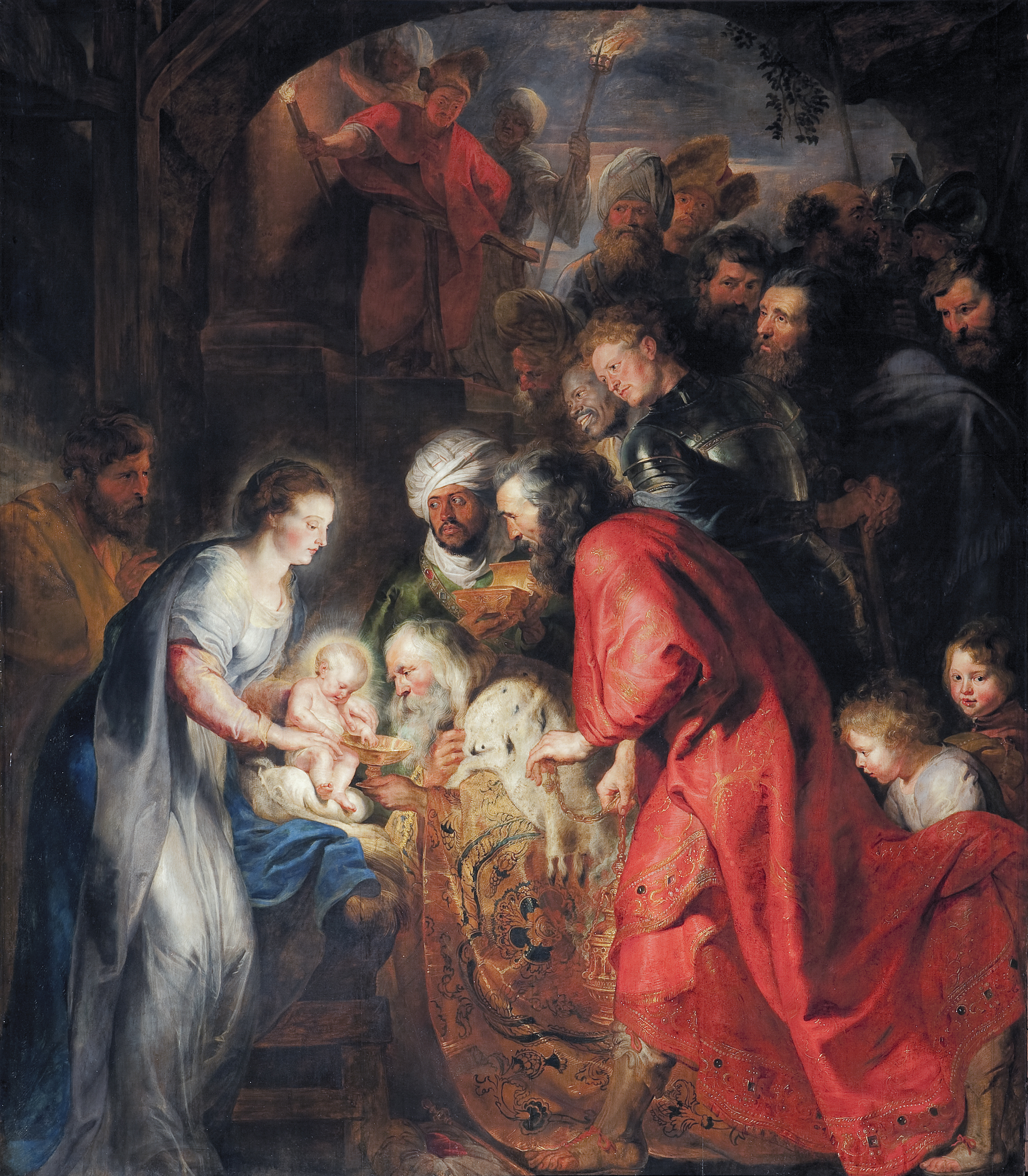
『東方三博士の礼拝』1619年 聖ヨハネ教会（オランダ語版）所蔵
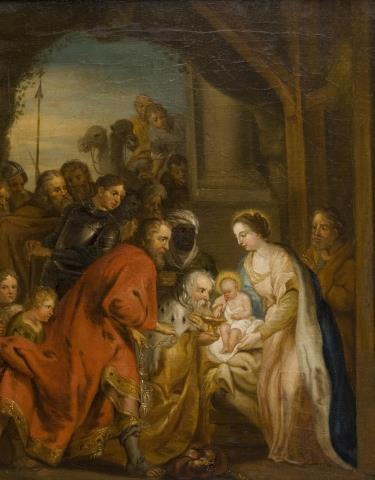
『東方三博士の礼拝』1619年以降 オークランド美術館所蔵
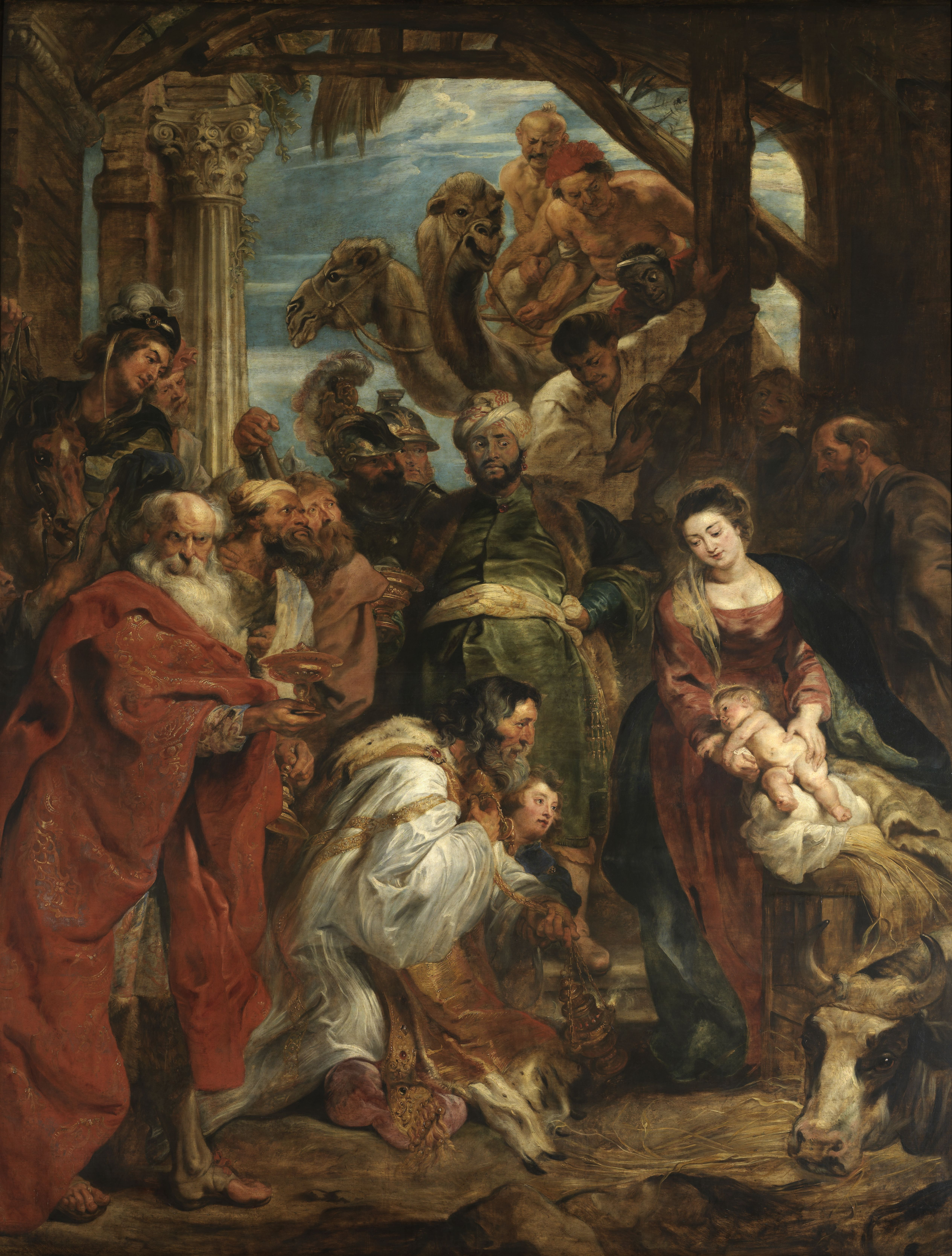
『東方三博士の礼拝』1624年 アントウェルペン王立美術館所蔵
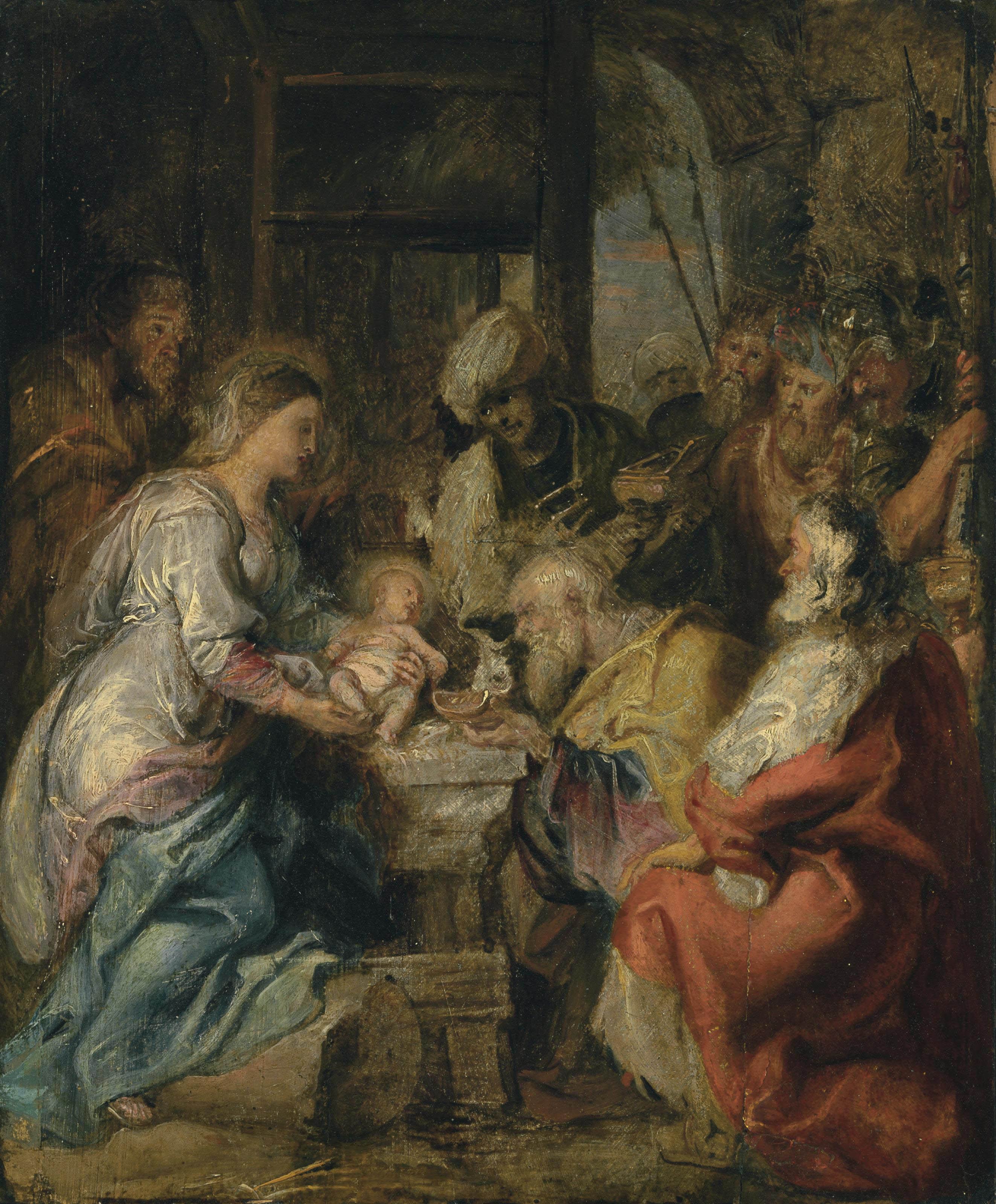
『東方三博士の礼拝』1626年頃 個人蔵
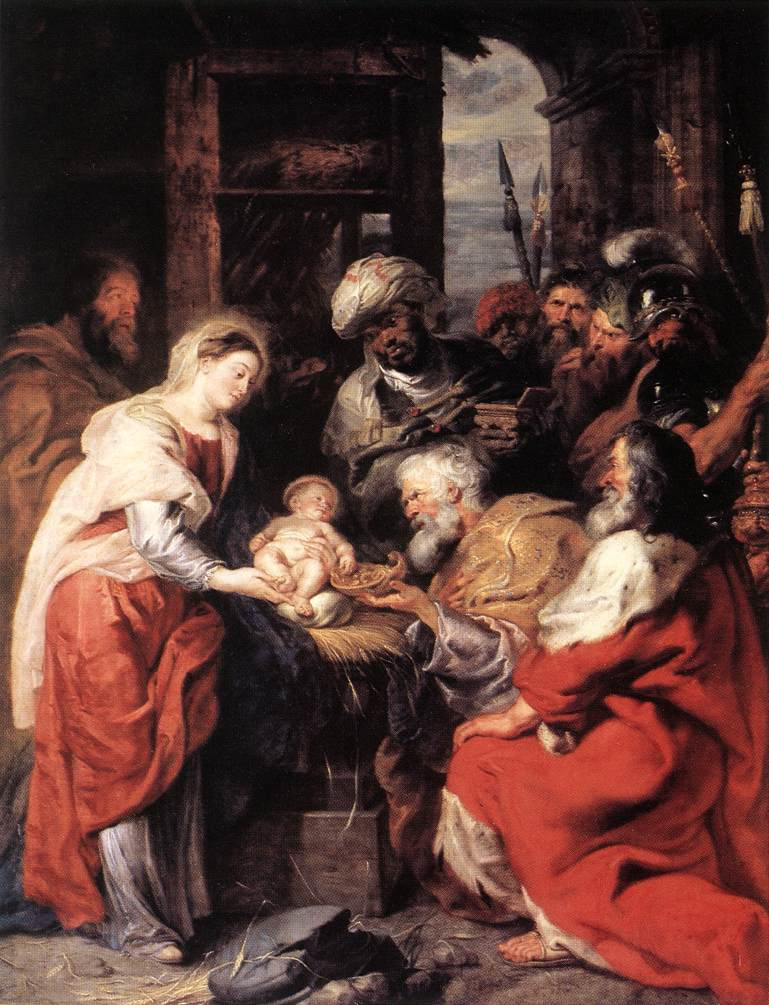
『東方三博士の礼拝』1626年から1627年 ルーヴル美術館所蔵
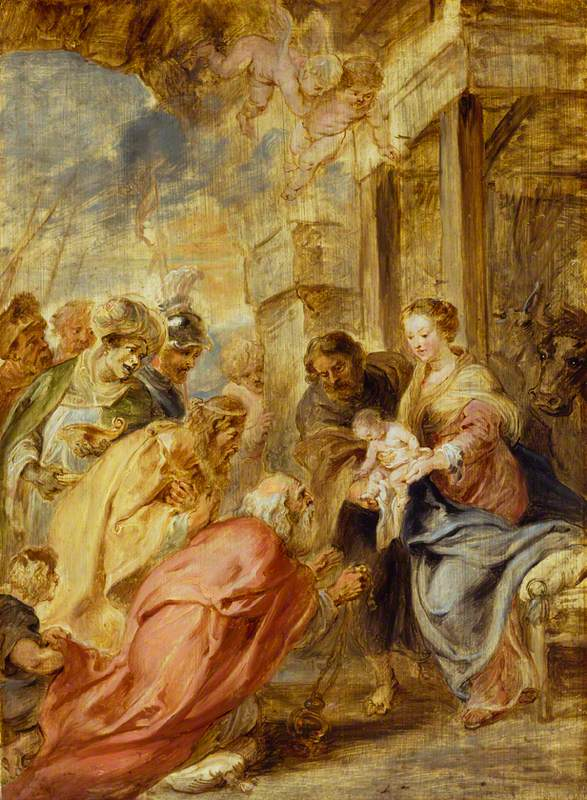
『東方三博士の礼拝』1633年頃 ウォレス・コレクション所蔵
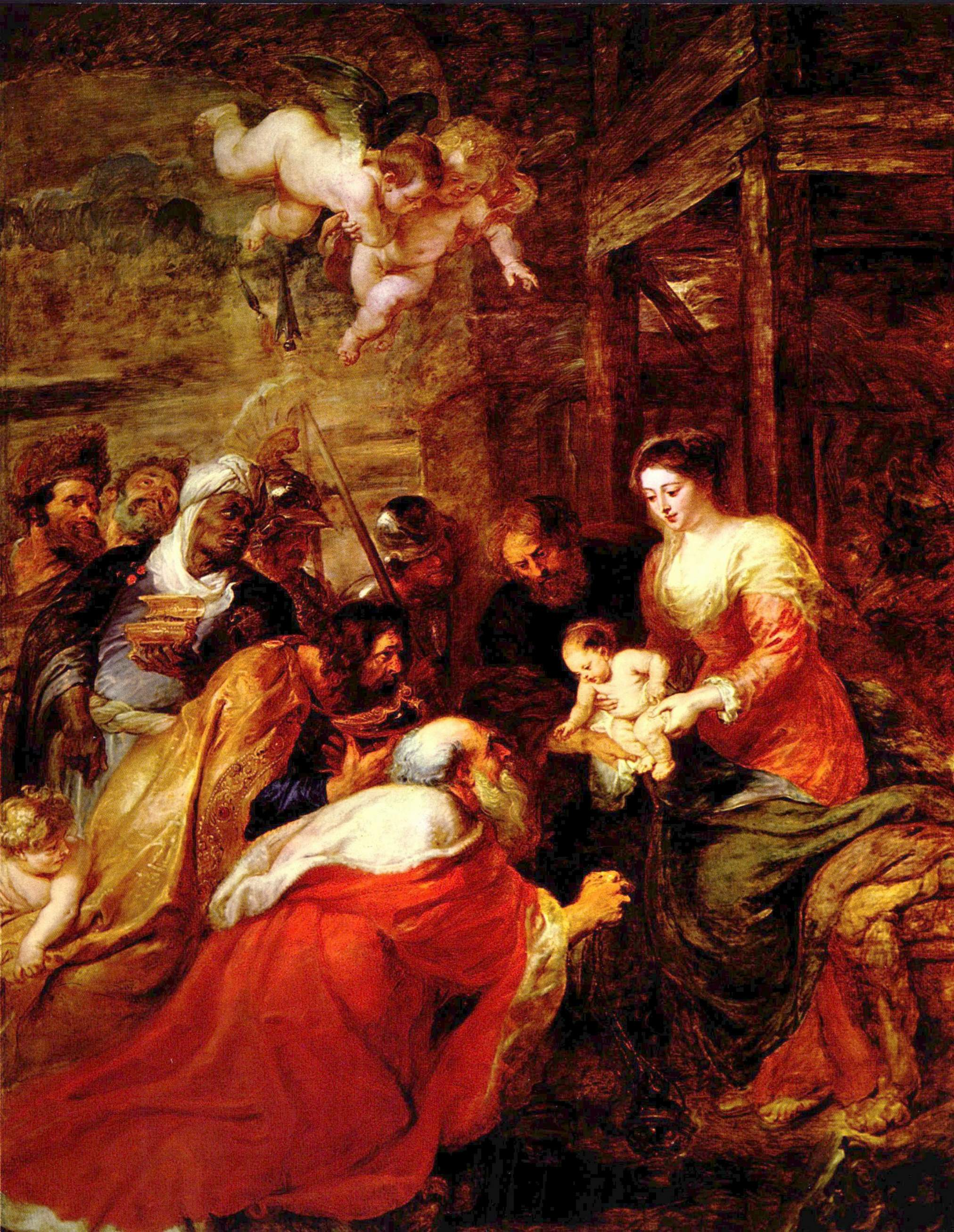
『東方三博士の礼拝』1633年-1634年 キングス・カレッジ・チャペル所蔵